# Pontaubault
Pontaubault é uma comuna francesa na região administrativa da Normandia, no departamento Mancha. Estende-se por uma área de 1,94 km². Em 2010 a comuna tinha 575 habitantes (densidade: 296,4 hab./km²).